# Ilhéu Caroço
Ilhéu Caroço (ook Dutchman’s Cap genoemd) is een eilandje in de Golf van Guinee. Het ligt net ten zuidoosten van Principe en maakt deel uit van de republiek Sao Tomé en Principe.
Het eiland is slechts 0,4 km² groot en kent geen permanente bewoning. Administratief valt het eiland onder de provincie Principe en het district Pagué.
Provincies: Sao Tomé (Sao Tomé) · Principe (Santo António)
Districten: Água Grande (Sao Tomé) · Cantagalo (Santana) · Caué (São João dos Angolares) · Lembá (Neves) · Lobata (Guadalupe) · Mé-Zóchi (Trindade) · Pagué (Santo António)
Eilanden: Ilhéu Bom Bom · Ilhéu das Cabras · Ilhéu Caroço · Principe · Ilhéu das Rolas · Ilhéu de Santana · Sao Tomé · Tinhosa Grande · Tinhosa Pequena